# Valeska Díaz
Valeska Andrea Díaz Pröschle (Santiago, 29 de agosto de 1971
) es una actriz y psicóloga chilena. En el transcurso de su escolaridad demostró su desempeño en el arte de la representación.

## Carrera
En el año 2011 recibe el título de Actriz y Comunicadora Escénica de la Universidad Uniacc, diplomada en: Realización Audiovisual, Yoga, Doblaje, Locución y Actuación frente a cámara. También cuenta con estudios complementarios en la escuela Matus Actores. Ha trabajado en el medio audiovisual en cine y televisión con destacados directores nacionales. Ha participado en diversos montajes teatrales, y también se ha desempeñado como facilitadora de talleres de juego dramático.

## Filmografía

### Telenovelas
| Teleseries | Teleseries | Teleseries      | Teleseries |
| Año        | Teleserie  | Rol             | Canal      |
| ---------- | ---------- | --------------- | ---------- |
| 2013       | Separados  | Javiera Mathews | TVN        |

### Series y unitarios
| Series y unitarios | Series y unitarios  | Series y unitarios | Series y unitarios          | Series y unitarios | Series y unitarios |
| Año                | Serie               | Rol                | Duración                    | Director           | Canal              |
| ------------------ | ------------------- | ------------------ | --------------------------- | ------------------ | ------------------ |
| 2011               | BKN                 | Matilda            | 1 temporada                 | José Tomás Larraín | Mega               |
| 2012               | Los 80              | Hermana de Nelson  | 2 capítulos                 | Boris Quercia      | Canal 13           |
| 2012               | Vida por vida       | Renata Montes      | 5 capítulos                 | Sebastián Araya    | Canal 13           |
| 2014               | Centro de Alumnos   | Daniela Barrientos | 1 temporada (24 capítulos)  | Daniel Santa Ana   | Mega               |
| 2015               | Modern Family       | Laura Letelier     | 2 temporadas (48 capítulos) | Diego Rougier      | Mega               |
| 2015               | Príncipes de barrio | Sofía Rojas        | 1 temporadas (12 capítulos) | Sebastián Araya    | Canal 13           |

### Cine
| Largometrajes | Largometrajes            | Largometrajes | Largometrajes    |
| Año           | Película                 | Rol           | Director         |
| ------------- | ------------------------ | ------------- | ---------------- |
| 2011          | El viaje de los lectores |               | Pablo Llao       |
| 2011          | La espera                |               | Peter McPhee     |
| 2012          | Carne de perro           |               | Fernando Guzzoni |
| 2015          | Alma                     |               | Diego Rougier    |

## Teatro
| Montajes teatrales | Montajes teatrales        | Montajes teatrales | Montajes teatrales | Montajes teatrales                     |
| Año                | Obra                      | Rol                | Director           | Teatro                                 |
| ------------------ | ------------------------- | ------------------ | ------------------ | -------------------------------------- |
| 2010               | Miss Mártir               |                    | Marcela Saiz       | Sidarte                                |
| 2010               | Azul septiembre           |                    | Marcela Saiz       | Festival Bicentenario, FEN U. de Chile |
| 2009               | Huidobro invade Cartagena |                    | Andreas Bodenhöfer |                                        |
| 2008               | Feria de las Artes        |                    | Alejandro Cáceres  | Juventud Providencia                   |
| 2008               | Croniteatro               |                    | Roberto Poblete    | Teatro Facetas                         |

## Publicidad
- Comercial Tapsin, protagonista “Clima”
- Eh! Producciones S.A. (2011)